# Lijst van spelers van Sanfrecce Hiroshima
Deze lijst omvat voetballers die bij de Japanse voetbalclub Sanfrecce Hiroshima spelen of gespeeld hebben. De namen van de spelers zijn alfabetisch gerangschikt.

## A
- Antônio Carlos
- Toshihiro Aoyama
- Graham Arnold
- Takuma Asano

## B
- Lee Baxter
- Beto
- Július Bielik

## C
- Pavel Černý
- César Sampaio
- Kazuhiko Chiba
- Woo-Jin Cho
- Steve Corica
- Ian Crook

## D
- Dario Dabac
- Lee Dae-Heon
- Dininho

## E
- Tomislav Erceg

## F
- Hayden Foxe
- Chikara Fujimoto

## H
- Lee Han-Jea
- Yutaro Hara
- Ivan Hašek
- Yuya Hashiuchi
- Kota Hattori
- Dido Havenaar
- Takuto Hayashi
- Tony Henry
- Ryuichi Hirashige
- David Hodgson
- Pieter Huistra
- Seok-Ho Hwang

## I
- Yusuke Igawa
- Yosuke Ikehata
- Sena Inami
- Kazuma Irifume
- Naoki Ishihara
- Hironori Ishikawa

## J
- Ron Jans
- Jan Jönsson
- Jorghino
- Stjepan Jukić
- Goran Jurić

## K
- Yosuke Kashiwagi
- Hayao Kawabe
- Shinya Kawashima
- Yahiro Kazama
- Koichi Kidera
- Jung-Suk Kim
- Shinji Kobayashi
- Yuichi Komano
- Naoto Kono
- Tatsuhiko Kubo
- Hiroyoshi Kuwabara
- Shinichiro Kuwada
- Yasuyuki Kuwahara

## L
- Tadanari Lee
- John van Loen

## M
- Shunsuke Maeda
- Kazuya Maekawa
- Tomoaki Makino
- Marcelo Ramos
- Takuya Marutani
- Takuya Masuda
- Hiroshi Matsuda
- Ikuo Matsumoto
- Yuki Matsushita
- Ryuji Michiki
- Miguel Simão
- Mihael Mikić
- Kazuya Miyahara
- Kohei Miyazaki
- Hiroshi Miyazawa
- Hiroki Mizumoto
- Kazuyuki Morisaki
- Koji Morisaki
- Kohei Morita
- Ryota Moriwaki
- Hajime Moriyasu
- David Mujiri

## N
- Atsushi Nagai
- Hirotsugu Nakabayashi
- Koji Nakajima
- Mana Nakao
- Genki Nakayama
- Koji Nakazato
- Shogo Nishikawa
- Shusaku Nishikawa
- Daiki Nishioka
- Jung-Youn Noh
- Gakuto Notsuda

## O
- Aritatsu Ogi
- Tomotaka Okamoto
- Susumu Oki
- Norio Omura
- Junya Osaki
- Michihiro Ozawa

## P
- Hyung-Jin Park
- Oleg Pashinin
- Tore Pedersen
- Michel Pensée
- Tony Popovic

## R
- Takashi Rakuyama
- Han Jae-Ri
- Ricardo Cavalcante

## S
- Kota Sameshima
- Akihiro Sato
- Hisato Satō
- Takehito Shigehara
- Kohei Shimizu
- Takashi Shimoda
- Sho Shinohara
- Tsukasa Shiotani
- Ilian Stoyanov
- Phil Stubbins

## T
- Takuya Takagi
- Yojiro Takahagi
- Shinichiro Takahashi
- Issei Takayanagi
- Yuki Tamura
- Marcus Tulio Tanaka
- Tiago
- Kazuyuki Toda
- Ante Tomic
- Shinji Tsujio

## U
- Kenichi Uemura
- Nobuhiro Ueno
- Yusaku Ueno
- Ueslei

## V
- Aurelio Vidmar
- Jean-Paul Vonderburg

## Y
- Kyohei Yamagata
- Satoru Yamagishi
- Toshihiro Yamaguchi
- Masato Yamazaki
- Hiroshige Yanagimoto
- Kosuke Yatsuda
- Tsubasa Yokotake
- Mitsuyuki Yoshihiro
- Kohi Yoshimura
- Kozo Yuki
- Katsumi Yusa